# ＃GirlsSpkOut
「#GirlsSpkOut」（ガールズ・スピーク・アウト）は、韓国出身の歌手テヨンの日本での2枚目のミニアルバム。2020年11月18日にEMI Records（ユニバーサルミュージック）より発売。

## 概要
前作「VOICE」から約1年5か月ぶりに発表されるミニ・アルバム。
初回生産限定盤と通常盤に加え、それぞれのバージョンにテヨンのビジュアルで制作された「テヨンオリジナル・スパンコールクッション」が同梱された、完全生産限定グッズ付きバージョンも用意され、計4形態での発売となる。
初回生産限定盤には、36PフォトブックとMusic Videoなどを収録したDVDが付属したスリーブケース付トールサイズデジパック仕様。完全生産限定グッズ付きのバージョンはBOX梱包。
タイトル曲『#GirlsSpkOut (ft.ちゃんみな)』は、「自分の思っていることを口にして、ありのままの自分を見せていくことは、必ずあなたの人生にポジティブな影響をもたらすのよ」というテヨンの発信を元に制作された。また、日本の楽曲では初となるコラボレーション楽曲で、英語・韓国語も堪能なちゃんみなをフィーチャーしている。CDにはそのほかに3曲の新録曲と、2019年12月発売の映像作品「The Signal Gift」に先行収録されていた『I Do』の計5曲を収録。
DVDには、タイトル曲のMusic Videoとインタビューなどを含めたヴィジュアルメイキングが収録される。
2020年9月30日、タイトル曲『#GirlsSpkOut (ft.ちゃんみな)』の先行配信がスタートし、同時にミュージックビデオもYouTubeにて公開された。

## 収録曲
CD
1. #GirlsSpkOut (ft.ちゃんみな)
作詞：ちゃんみな, eill / ラップ詞：ちゃんみな / 作曲：Megan Lee, Shawn Halim, Aiden Lewis, Willie Weeks
  - 日本テレビ系『スッキリ』2020年10月テーマソング
2. Worry Free Love
作詞：MEG.ME / 作曲：Michel "Lindgren" Schulz, Melanie Joy Fontana, Andreas Carlsson
3. Be Real
作詞：BOYHOOD / 作曲：Joe Lawrence
4. I Do
作詞：MEG.ME / 作曲：Celine Helgemo, Sebastian Aasen, Per Kristian Ottestad, Sheila Simmenes
  - 完全生産限定盤「The Signal Gift」収録楽曲
5. Sorrow
作詞：Sara Sakurai / 作曲：EJAE, minGtion

DVD
「#GirlsSpkOut」 Music Video & Visual Makings